# National Board of Review de Melhor Filme de Animação
O National Board of Review de Melhor Filme de Animação (em inglês, National Board of Review Award for Best Animated Feature) é um dos prêmios anuais concedidos (desde 2000) pela National Board of Review.
 De 2001 a 2004 e de 2007 a 2011, o prêmio foi concedido aos filmes de animação que eventualmente ganharam o Oscar de Melhor Filme de Animação.[carece de fontes?]

## Vencedores
- † = Vencedores do Oscar de Melhor Filme de Animação
- ‡ = Indicados ao Oscar de Melhor Filme de Animação

### Década de 2000
| Ano  | Filme                                           | Diretor(es)                     |
| ---- | ----------------------------------------------- | ------------------------------- |
| 2000 | Chicken Run                                     | Peter Lord and Nick Park        |
| 2001 | Shrek †                                         | Andrew Adamson and Vicky Jenson |
| 2002 | Spirited Away (Sen to Chihiro no kamikakushi) † | Hayao Miyazaki                  |
| 2003 | Finding Nemo †                                  | Andrew Stanton                  |
| 2004 | The Incredibles †                               | Brad Bird                       |
| 2005 | Corpse Bride ‡                                  | Tim Burton and Mike Johnson     |
| 2006 | Cars ‡                                          | John Lasseter                   |
| 2007 | Ratatouille †                                   | Brad Bird                       |
| 2008 | WALL-E †                                        | Andrew Stanton                  |
| 2009 | Up †                                            | Pete Docter                     |

### Década de 2010
| Ano  | Filme                           | Diretor(es)    |
| ---- | ------------------------------- | -------------- |
| 2010 | Toy Story 3 †                   | Lee Unkrich    |
| 2011 | Rango †                         | Gore Verbinski |
| 2012 | Wreck-It Ralph ‡                | Rich Moore     |
| 2013 | The Wind Rises (Kaze Tachinu) ‡ | Hayao Miyazaki |
| 2014 | How to Train Your Dragon 2 ‡    | Dean DeBlois   |
| 2015 | Inside Out †                    | Pete Docter    |
| 2016 | Kubo and the Two Strings ‡      | Travis Knight  |
| 2017 | Coco                            | Lee Unkrich    |